# 耶布勒龙
耶布勒龙（法語：Yébleron，法語發音：[jɛbləʁɔ̃]）是法国滨海塞纳省的一个市镇，属于勒阿弗尔区。

## 地理
耶布勒龙（49°37'58"N, 0°32'12"E）面积10.39 平方千米，位于法国诺曼底大区滨海塞纳省，该省份为法国北部沿海省份，其西部及北部濒大西洋英吉利海峡，东起顺时针与索姆省、瓦兹省、厄尔省和卡爾瓦多斯省接壤。
与耶布勒龙接壤的市镇（或旧市镇、城区）包括：博勒维尔、阿唐维尔、拉夫托、鲁维尔、泰尔德科。
耶布勒龙的时区为UTC+01:00、UTC+02:00（夏令时）。

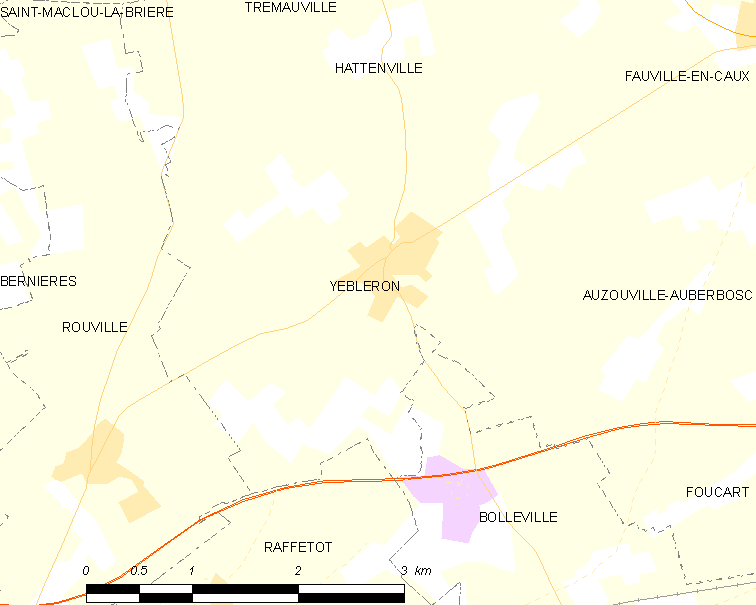
耶布勒龙的OSM定位图

## 行政
耶布勒龙的邮政编码为76640，INSEE市镇编码为76751。

## 政治
耶布勒龙所属的省级选区为科地区圣瓦勒里县。

## 人口

1962-2008年间耶布勒龙人口变化图示

耶布勒龙于2022年1月1日时的人口数量为1283人。